# Megachile fuscicauda
Megachile fuscicauda är en biart som beskrevs av Cockerell 1933. Megachile fuscicauda ingår i släktet tapetserarbin, och familjen buksamlarbin. Inga underarter finns listade i Catalogue of Life.